# بانو یون سویونگ
یون سویونگ(هانجا: 淵秀英) دریاسالار و فرمانده ارتش امپراتوری گوگوریو است. او به‌عنوان یکی از معدود زنان نظامی تاریخ کره، نقش مهمی در مقابله با تهاجم امپراتوری تانگ ایفا کرد و به دلیل پیروزی‌های دریایی چشمگیر، در تاریخ نظامی کره مورد احترام قرار دارد.
نام او گاهی به صورت یونگه سویونگ و یونگه سو جونگ نوشته می‌شود، با این حال، از آنجایی که نام خانوادگی یون گه سومون تنها یک حرف است، احتمالاً دومی یک نام ساختگی است. نام خواهر کوچکتر یونگه سومون در کتیبه‌ای که در اوگوسونگ و سایر مکان‌ها کشف شده است، ذکر شده است. بر اساس کتیبه، او یک فرمانده دریایی در جنگ اول گوگوریو-تانگ بود.

## زندگی
پیش از آغاز جنگ، یون سویونگ مسئول مقام چوریوگن‌جی (도사) در دژ سوکسونگ واقع در شبه‌جزیره لیائودونگ بود. برخلاف انتظار، حمایت یا نفوذ برادر بزرگترش یونگه سومون چندان به کمکش نیامد، اما به‌لطف توانایی برجسته در رهبری، بسیار مورد احترام و اعتماد بود.
با توجه به موقعیت دژ سوکسونگ، که نقطه‌ای کلیدی برای جلوگیری از پیشروی نیروهای دشمن از جنوب شبه‌جزیره لیائودونگ بود، احتمال می‌رود وظایف اصلی او شامل پشتیبانی از دژ بی‌سا، بازپس‌گیری آن در صورت سقوط، مقابله با حمله مستقیم به پیونگ‌یانگ، و اجرای حملات از پشت به دشمن بوده باشد.
یون سویونگ پس از انتصاب به‌عنوان چوریوگن‌جی دژ سوکسونگ، به‌سرعت نیروی دریایی را تقویت کرد. او بیش از ۷۰ کشتی جنگی ساخت و حدود ۵٬۰۰۰ نیروی نظامی تازه‌نفس را برای مقابله با جنگ آموزش داد.
در سال ۶۴۵، امپراتور تای‌جونگ از سلسله تانگ به گوگوریو حمله کرد. بر اساس گزارش‌ها، حدود ۱۰۰٬۰۰۰ نیروی زمینی و ۷۰٬۰۰۰ نیروی دریایی در این حمله شرکت داشتند. ارتش تانگ با سرعتی فراتر از انتظار، خطوط دفاعی گوگوریو را درهم شکست و دژهای لیائودونگ و گه‌مو را تصرف کرد. در این میان، دژ استراتژیک بی‌سا نیز با حمله شبانهٔ نیروی دریایی به فرماندهی ژنرال جانگ‌لیانگ به‌راحتی سقوط کرد.
اگرچه بسیاری از دژها سقوط کرده بودند، اما با شکست ارتش تانگ در تسخیر نقاط کلیدی مانند دژهای شین‌سونگ و گونان‌سونگ، ارتش آن‌ها به شدت فرسوده شد و امکان مقاومت همچنان وجود داشت. با این حال، سقوط سریع دژ بیسا موجب شد نیروی دریایی تانگ همچنان بدون آسیب باقی بماند.
با نابودی دژ بیسا، حمایت دریایی از آن منطقه به‌کلی از بین رفت. اما زمانی که ژنرال جانگ‌لیانگ بخشی از نیروی دریایی را برای پشتیبانی از حمله به گونان‌سونگ به شمال اعزام کرد، شکاف در آرایش نظامی تانگ ایجاد شد. یون سویونگ از این فرصت استفاده کرد و به پایگاه‌های دریایی تانگ در چانگ‌ریو و سونگ‌سان حمله برد. در این عملیات، بیش از ۱۰۰ کشتی دشمن را سوزاند و حدود ۲۰٬۰۰۰ تن از نیروهای تانگ را از بین برد. گفته می‌شود که فرماندهٔ معروف تانگ، گو هیوچونگ، که به‌طور اسرارآمیزی ناپدید شده بود، در همین نبرد کشته شده است.
مدتی بعد، ارتش مرکزی گوگوریو در نبرد مستقیم با نیروهای اصلی امپراتور تانگ در کوه جوپیل شکست خورد، و در این میان ژنرال گو یونسو تسلیم شد. هرچند تانگ در این نبرد پیروز شد، اما نتوانست اوضاع را بعد از آن به‌درستی مدیریت کند و برای مدتی حدود یک ماه در سرگردانی به‌سر برد.
یون سویونگ در ادامه، در مناطق داهوم-دو و گوانگ‌نوک-دو، بیش از ۵۰ کشتی جنگی تانگ را سوزاند و حدود ۸٬۰۰۰ سرباز را از میان برداشت. همچنین در نوبک و گاشی‌پو، بیش از ۸۰ کشتی دیگر را منهدم کرد و حدود ۵٬۰۰۰ سرباز دیگر را کشت. گفته می‌شود که تا این مرحله، یون سویونگ با تاکتیک‌های چابک و توانایی نظامی بالا، تقریباً هیچ تلفاتی متحمل نشده بود. پیروزی‌های پیاپی باعث شد که او به مقام فرمانده کل نیروی دریایی (수군 원수) ارتقاء پیدا کند و پایگاه دریایی را به اطراف گوانگ‌نوک-دو منتقل کند.
در ۱۵ اوت، هنگامی که امپراتور تایزونگ مشغول حمله به دژ آنشی بود، یون سویونگ با نیروی دریایی تانگ در جزیره دئیجانگسان وارد نبردی بزرگ شد و پیروزی قاطعی کسب کرد. ارتش تانگ با بیش از ۱٬۰۰۰ کشتی جنگی و ۱۰۰٬۰۰۰ سرباز به میدان آمد، اما گفته می‌شود که حدود نیمی از آن‌ها را از دست داد. گرچه ممکن است این آمار اغراق‌آمیز باشد، اما با شمار مفقودشدگان نیروی دریایی تانگ و آمار پیروزی‌های ثبت‌شده یون سویونگ مطابقت دارد. افسران ارشد تانگ مانند یو یونگ‌هانگ، سانگ‌ها، جو ناندانگ، و وانگ‌دِدو و هزاران سرباز تحت فرمان آن‌ها در همین نبرد کشته شدند.
با شکست حمله مستقیم به پیونگ‌یانگ و ناکامی ارتش تانگ در شمال، تنها نیروهای باقی‌مانده همان ارتش اصلی امپراتور بودند که در قلعه آنشی مستقر بودند. ارتش تانگ با ناامیدی، تپه‌ای مصنوعی در جنوب‌شرقی آنشی ساخت تا از آن بالا حمله کند. اما این تپه فرو ریخت و دیوار قلعه نیز آسیب دید. در لحظه‌ای سرنوشت‌ساز، ارتش گوگوریو زودتر از تانگ به آن تپه رسید و آن را تصرف کرد. همین موجب شد ارتش تانگ تمام اراده خود را از دست بدهد و شکست بخورد.
در این جنگ، نیروی دریایی تانگ شمار زیادی از نیروهایش را از دست داد. فرمانده ارشد نیروی دریایی، جانگ‌لیانگ، و فرمانده دیگر، جانگ مون‌هانگ، پس از بازگشت به چین زندانی و سپس اعدام شدند.
اطلاعات دقیق‌تری از سرنوشت یون سویونگ پس از این وقایع در دست نیست. گفته می‌شود که او نه‌تنها با برادر کوچکترش یون جونگتو، بلکه با برادر بزرگترش یونگه سومون نیز اختلافات جدی داشت. طبق روایات، در سال ۶۵۴ از قدرت کنار گذاشته شد و در سال ۶۵۶ خودکشی کرد. همچنین روایت‌هایی وجود دارد که او دختری نیز داشته، اما جزئیات بیشتری در این مورد ثبت نشده است.
ستون‌های سنگی که وجود او را اثبات می‌کنند در گذرگاه چینگشی، بیساسونگ، سوکسونگ و قلعه اوگو در استان جیان‌آن در ساحل جنوبی شبه جزیره لیاودونگ حفاری شده‌اند، بنابراین می‌توان تأیید کرد که او وجود داشته است.
موارد زیر در کتیبه‌های کشف شده در مکان‌های سوکسونگ سوجانگرو (梳壯樓) و بیسائسئونگ (先壯樓) که یون سو یونگ به عنوان یک کاهن تائوئیست خدمت می‌کرد، آمده است. (تفسیر توسط پروفسور سو گیل سو از دانشگاه سوگیونگ و پروفسور جئون یونگ می از دانشگاه ملی چونگبوک).

## تبار
- پدربزرگ: یون جایو (淵子遊)
- مادربزرگ: ناشناخته
  - پدر: یون ته‌جوته‌جو (قبل از ۶۳۱ میلادی)
  - مادر: آقای سو
    - اوپا: یون گه سومون (یون گه سومون، ?~۶۶۵)
    - اوپا: یون جونگتو (淵淨土)

## تصویرسازی مدرن
- یون گه سومون (KBS، ۲۰۰۶–۲۰۰۷، بازیگران: هوانگ این-یونگ، بانگ جون -سئو)